# بيت الحجر (كحلان عفار)

تعديل مصدري - تعديل

بيت الحجر هي إحدى قرى عزلة بنى موهب بمديرية كحلان عفار التابعة لمحافظة حجة، بلغ تعداد سكانها 130 نسمة حسب تعداد اليمن لعام 2004.